# György Lukács
György Lukács ([džêrč lúkač, dzêrdža lúkača], madžarsko [ˈɟørɟ ˈlukaːt͡ʃ]), madžarski marksistični filozof, estet, literarni zgodovinar in kritik, * 13. april 1885, Budimpešta, Avstro-Ogrska, † 4. junij 1971, Budimpešta, Madžarska.
Bil je eden od ustanoviteljev zahodnega marksizma, interpretativne tradicije, ki se je razšla z marksistično ideološko ortodoksnostjo leninizma in stalinizma v SZ. Večje zanimanje je pokazal za filozofsko kot pa politično dimenizijo Leninovih teorij, saj nikoli ni imel socialnih in političnih vezi z njegovim krogom. Razvil je teorijo blagovnega fetišizma in prispeval k marksistični teoriji z razvojem Marxove teorije razredne zavesti. Kot literarni teoretik in kritik je Lukács posebej vpliven, zaradi svojega teoretskega razvoja realizma in romana kot literarnega žanra.

## Življenjepis
Rodil se je leta 1886 premožnim judovskim staršem v Budimpešti, ki je bila takrat drugo glavno mesto Avstro-Ogrske. Njegov oče je bil direktor budimpeške banke Kreditanstalt, vodilne banke na Madžarskem. Pripadal je izredni generaciji madžarskih judovskih intelektualcev, katerih se je kasneje veliko izselilo v zahodne države in pustilo svojo zapuščino v znanosti in humanistiki. Lukács je bil deležen svetovljanske izobrazbe. V adolescenci je pokazal močan interes za evropsko književnost in nadarjenost za literarno kritiko. Njegovi najzgodnejši kritični zapisi segajo v leto 1903 (ko je imel 18 let) in se nanašajo na študij moderne drame, napisane v madžarščini, v letih od 1908 do 1909, objavljene leta 1911. 
V istem letu je Lukács izdal prvo nemško različico svojih del, Die Seele und die Formen, ki je bila objavljena v madžarščini leta 1910. Od tedaj dalje je opustil svoj materni jezik in pisal le še v nemščini.

### Zgodnja intelektualna izkušnja
Kompleksni intelektualni razvoj je popeljal Lukácsa iz zgodnjega zapletanja z estetiko pred letom 1914, k pomembni vlogi v nemških in vzhodno evropskih komunističnih gibanjih po letu 1918.
V zgodnejm obdobju - pred izbruhom prve svetovne vojne - se je navzel predvsem modernističnih idej z izrazitim odporom do politike in zagovorom avtonomne umetnosti, za marksistične ideje in delavsko vprašanje ni kazal posebnega zanimanja. Kritiziral je meščansko družbo, pri čemer so bile njegove kritike izpeljane iz Nietzschejevih idej in iz estetike od leta 1890, ne pa iz Marxovih nazorov.
Leta 1906 se je iz Budimpešte preselil v Berlin, kjer je ostal do leta 1910 in nato v Heidelberg, kjer je ostal do leta 1916. Študiral je družboslovje in filozofijo. Nanj sta tedaj še posebej vplivali sociologi Max Weber, Ernst Bloch in Georg Simmel, ki so ga vpeljali v socilogijo. Prav tako je nanj vplival filozof Emil Lask, ki je ustvaril logično povezavo med takrat dominantnim novokantovstvom in fenomenološko šolo, ki jo je ustanovil Edmund Husserl. Takrat se je Lukács spoznal z literarno kritiko Friedericha Gundolfa, člana zaupnega kroga okoli pesnika Stefana Georga. Kljub temu, da se je kasneje "spreobrnil" v pravovernega marksista, se pri njem kažejo vplivi meščanskih filozofij.
Njegova vrnitev v Budimpešto in poznejše zapletanje v madžarsko revolucijo leta 1918-1919  sovpadata z ogromno spremembo v njegovi filozofski in politični orientaciji: od prvotnega sprejemanja meščanskih filozofij (kantovstva, heglijanstva, fenomenologije, pozitivizma) do preobrata v marksizem. Filozofska spreobrnitev je bila tlakovana z njegovo zgodnejšo zavrnitvijo novokantovstva: nikoli ni v celoti sprejel nauka, ki uči o empiričnem svetu. Ni bil zadovoljen s to pozitivno razlago Kanta, ki jo je sprejel Max Weber, in je za nekaj časa našel tolažbo v veri, da je vsaj v umetnosti ultimativna realnost razločna skozi intuicijo "čistega bistva". Po letu 1916 je začel verjeti, da je Hegel ponudil možnost izhoda iz slepe ulice, ustvarjene iz pozitivne znanosti. Rešitev naj bi ležala v ravnanju z moralnimi in estetskimi vrednotami.

### Obrat k marksizmu-leninizmu
Po kratki vpletenosti v madžarsko komunistično vladavino,ko je postal komisar za izobraževanje, se je leta 1919 kot begunec prispel na Dunaj, kjer ga je v bran vzela skupina levičarskih intelektualcev, vključno z bratoma Heinrichom in Thomasom Mannom. Grozila mu je namreč izročitev nazaj na Madžarsko. Med bivanjem na Dunaju se je spoprijateljil z ostalimi levičarskimi intelektualci, komunisti: Viktorjem Sergem, Adolfom Joffejem in Antoniom Gramscijem. Njegovo prvo marksistično-leninistično delo Geschichte und Klassenbewusstsein (Zgodovina in razredna zavest, 1923) ni naletelo na odobravanje med sovjetsko boljševistično politiko. Na 5. kongresu Kominterne leta 1925 je delo in njegovega pisca obsodil šef Kominterne Grigorij Zinojev. To ga umesti kot srednje krivoverskega zastopnika marksističnega leninizma. Istočasno preneha njegova funkcija uradnega strankarskega govorca. Po Leniniovi smrti 1924 je objavil kratko biografijo o svojem vzorniku, leto kasneje pa še kritiko Buharinove izvedbe dialektičnega materializma. Kot veščemu nemške meščanske filozofije, mu Hegel in heglijanstvo nista bila tuja, kar pa ne bi mogli trditi za marsikaterega partijskega ideologa. Ker je v revolucionarni politiki diktaturo prolatariata razumel preveč odprto in demokratično, se je umaknil iz politike in posvetil intelektualnemu delu. V kasnejših letih je bil vpliven v intelektualnem življenju madžarske komunistične stranke, nikoli pa ni bil nosilec uradnih strankarskih položajev. Meščanski pedigree in pozni obrat v marksizem so večinoma vzbujali dvome in predsodke pri ostalih pravovernejših komunističnih teoretikih, ki so sledili uradnim politikam.
Leta 1930 mu je ponovno grozil izgon na Madžarsko, ki je bila por Horthyjevo diktaturo. Še preden so ga izgnali je bil preventivno vpoklican v Moskvo, kamor se je to leto preselil z družino. Zaposlil se je na tamkajšnjem Inštututu Marx-Engels. Sovjetske zveze ni smel zapustiti do konce druge svetovne vojne, nekako pa se je tudi izognil Veliki čistki, ki je pogubila kar štiri od petih njegovih madžarskih sorojakov in kolegov. Žrtev Stalinovih čist je bil tudi prve sovjetske madžarske republike Bela Kun.
Po vojni se je skupaj z družino vrnil na Madžarsko. Kot član Madžarske komunisitične partije je prevzel nekaj vidnejših funkcij v prosveti, mdr. je postal član Madžarske akademije znanosti in poskrbel za odstranitev mnogih nekomunističnih intelektualcev iz akademskega življenja in na njihovo degradacijo. Čistke v akademskih krogih so mu končno naklonile zaupanje Partije, ki mu je pooblastila nalogo, da prevetri še Sindikat pisateljev, ki je postal zelo kritičen do komunistične oblasti. Lukács je bil zelo nezadovoljen z dodeljeno nalogo in je sindikat pustil pri miru. V protisovjetski revoluciji 1956 se je priključil reformistom, ko ga je voditelj Imre Nagy vključil v svoj krog. Po sovjetski invaziji je komaj ušel usmrtitvi, zaradi članstva v Nagyjem krogu reformistov pa ni imel več zaupanja Partije. Za leto dni je bil izgan v Romunijo. Vseeno je iz previdnosti s samokritiko obnovil zaupanje v Partijo. Kritizirati si jo je ponovno upal šele leta 1968.
Posledice tega protislovnega prilagajanja so spremljale Lukácsa skozi vsa leta. Leta 1971 je umrl naravne smrti v Budimpešti.

## Delo

### Družbena teorija
Razredna zavest (trajni poseg v družbenopolitično teorijo) je naslov njegovih esejev iz leta 1923, ki ne opisujejo empirične zavesti proletariata, ampak politično zavest. Od Marxa je prevzel idejo o družbenem razvoju preko konfliktov med družbenimi razredi, ki se morajo nazadnje razrešiti v novi družbi brez socialnega razslojevanja - komunizmu. V tem delu je povezal koncept odtujiteve (alienacijo) s popredmetenjem (reifikacijo)

### Kultura
Na tem področju je Lukács naletel na številne težave. Karl Marxova hipoteza je, da je delavski razred s pravo zgodovinsko vlogo nosilec novega pogleda na svet in nosilec nove civilizacije. Lukacs je poskušal uporabiti to idejo v svojih obsežnih pisanjih o estetiki. Njegovo delo sloni na načelu, da je svetovni nazor razdeljen med meščane in njihovo revolucionarno razvojno stanje ter delavce in njihov napor pri izoblikovanju višje kulture. Poskušal je zavarovati dediščino meščanskega realizma. Antiteza slednjega je manifestna v raznih oblikah modernizma kot pravi Lukács.

### Ideologija
Razvoj delavskega gibanja in njegov vpliv na razkroj meščanske družbe, je Lukácsa spodbudilo k razmišljanju o ideologiji. Napačno zavest je brez izjeme pripisoval posameznikom vladajočega razreda, medtem ko je hvalil potlačeni revolucionarni razred, ki da ima pravo zavest. V principu poseduje delavski razred teoretični pogled v zgodovinsko situacijo, ki prekaša meščanskega. Vendar mora biti v dejanskem boju, zaradi političnih konfliktov, ta pogled dopolnjen z intelektualnimi dognanji Karl Marxove stranke.

### Objektivno znanje
Nezadovoljstvo s tem pristopom je nato vodilo Karla Mannheima, ki se je z Lukácsom spoznal v Budimpešti leta 1918, a se še ni priključil komunistom, da je razvil idejo o inteligenci kot privilegirano vrhnjo plast. Tako kot Lukács, je tudi Karl Mannheim prebiral Maxa Webra in Georga Simmela ter podvomil v možnost o objektivni resnici v zgodovini in družbi. Trdil je, da so vse sociološke trditve kompromis iz lokalnega in strankarskega vidika. Za razliko od Lukácsa Mannheim ni iskal rešitve v raziskovanju le enega stališča z absolutnim ali objektivnim vpogledom. Lukacsovo delo je bilo glavna spodbuda, za nastanek Mannheimovega dela: Ideologija in utopija. Prav tako ga poznamo, kot pomembno povezavo med Webrovo in Simmelovo sociologijo ter kasneje nastalo Wissenssoziologie.
Čeprav se Mannheimova doktrina "relativizma" kaže v vrsti relativizmov, je Lukács zadržal idejo privilegiranega intelektualnega nazora, čeprav zgodovinsko pogojeno (kot morajo biti vse miselne oblike), ki še potrjuje njeno superiornosti nad nazori nasprotnikov, kar mu je omogočilo razumeti tako dobo, v kateri je živel, kot sebe. Glede drže do objektivnosti je najbolj opazen vpliv Hegla, ki ga je nato razočaranja nad Veliko vojno, privedel do obrata v marksizem in posledično leninizem kot takrat najbolj vitalne forme političnega marksizma.

## Pomembnejša dela
- Die Seele und die Formen. Essays. Egon Fleischel, Berlin (1911)
- Soul and form, New York,
- Die Theorie des Romans (1920)
- Geschichte und Klassenbewußtsein (1923)
- Der historische Roman (1937)
- Deutsche Literatur im Zeitalter des Imperialismus (1945)
- Karl Marx und Friedrich Engels als Literaturhistoriker (1947)
- Fortschritt und Reaktion in der deutschen Literatur (1947)
- Goethe und seine Zeit (1947)
- Der junge Hegel - Über die Beziehungen von Dialektik und Ökonomie (1948)
- Thomas Mann (1949)
- Existentialismus oder Marxismus (1951)
- Deutsche Realisten des 19. Jahrhunderts (1951)
- Balzac und der französische Realismus (Literatur) (1952)
- Die Zerstörung der Vernunft (1954)
- Von Nietzsche zu Hitler oder der Irrationalismus und die deutsche Politik, Berlin-Spandau (1962)
- Der russische Realismus in der Weltliteratur (1964)

Dela prevedena v slovenščino:
- Trije eseji iz francoske literature (Ljubljana: Slovenski knjižni zavod, 1948) (Cobiss)
- Razprave in eseji o realizmu (pričujoča knjiga predstavlja izbor iz dveh Lukacsovih knjig z naslovom: "Karl Marx und Friederich Engels als Literaturhistoriker" in "Essays über Realismus) (Ljubljana : Cankarjeva založba, 1952) (Cobiss)
- Goethe in njegov čas (Ljubljana: Cankarjeva založba, 1956) (Cobiss)
- Razkroj uma: pot iracionalizma od Schellinga do Hitlerja (Ljubljana : Cankarjeva založba, 1960) (Cobiss)
- O današnjem pomenu kritičnega realizma (Ljubljana : Cankarjeva založba, 1961) (Cobiss)
- Zgodovina in razredna zavest: študije o marksistični dialektiki (Ljubljana : Inštitut za marksistične študije ZRC SAZU, 1986) (Cobiss)
- Teorija romana (Ljubljana: Literarno-umetniško društvo Literatura, 2000) (Cobiss)